# Assia
Assia és una serralada d'Orissa al districte de Cuttack i veïns. Bara Dehi és el cim més alt de la serralada. En aquestes muntanyes hi ha diverses restes hindús, musulmanes i budistes, temples, fortaleses, coves i escultures entre d'altres. Les principals són el turó Alamgir amb una mesquita del 1719; Udavagiri, amb dues figures de Buda i ruïnes budistes; Achala Basanta, amb nombroses ruïnes; Naltigiri, amb boscos de sàndal i famoses antiguitats entre les quals la cova de l'Elefant; i el turó Amravati amb dos imatges d'Indrani.